# A Night to Remember (álbum)
A Night to Remember es el tercer álbum de estudio de la cantante estadounidense Cyndi Lauper, publicado el 9 de mayo de 1989 por la compañía discográfica Epic Records. Tras finalizar la gira True Colors World Tour, Lauper recibió la propuesta de protagonizar la comedia romántica Vibes, para la que grabó el tema «Hole in My Heart (All the Way to China)». El fracaso crítico y comercial de la cinta, sumado a sus problemas personales y laborales, provocaron el retiro temporal de la cantante dentro de la industria.
Para la producción, Lauper trabajó nuevamente con Lennie Petze, quien había participado en el desarrollo de su álbum anterior True Colors (1986), y colaboró además con Phil Ramone y Eric Thorngren. Las sesiones de grabación se llevaron a cabo en el estudio The Hit Factory de Nueva York. El álbum contiene elementos de pop rock, dance, funky, funk jazz, R&B y balada, y las letras de las canciones reflejan los diferentes aspectos de las situaciones que los hombres y las mujeres atraviesan durante sus relaciones amorosas.
Tras su publicación, el álbum recibió reseñas variadas por parte de la prensa, que lo consideró como el trabajo más maduro de su carrera hasta ese momento, pero afirmó que las canciones estaban llenas de clichés. Desde el punto de vista comercial, llegó al trigésimo séptimo lugar del Billboard 200 y, de acuerdo con el libro St. James Encyclopedia of Popular Culture, vendió más de medio millón de copias en los Estados Unidos. A pesar de ello, alcanzó mejores posiciones en países de Europa y Asia, donde obtuvo múltiples certificaciones de oro y platino. En total, ha vendido 1.3 millones de copias en todo el mundo hasta noviembre de 1989.
Para promocionar el material se publicaron cuatro sencillos: el primero de ellos, «I Drove All Night», llegó a los diez primeros lugares en diversos países y obtuvo una nominación en la 32.ª edición de los Premios Grammy en la categoría de mejor interpretación vocal de rock femenina. El segundo, «My First Night Without You», consiguió una recepción comercial moderada a diferencia de su antecesor. Su vídeo musical fue uno de los primeros en ser emitidos con subtítulos para personas con discapacidad auditiva en el canal de televisión MTV. Los dos últimos, «Heading West» y «A Night to Remember», no ingresaron en el Billboard Hot 100. La promoción continuó con la gira A Night to Remember World Tour, que le permitió tocar en diferentes ciudades de Asia, América del Sur, Australia y América del Norte.

## Antecedentes
Luego del lanzamiento de su segundo álbum de estudio, True Colors en 1986, la discográfica de Lauper intentó «reformarla» al presionarla para que cambiara su estilo musical. Sin embargo, ella prefería continuar con el enfoque que había seguido hasta ese momento e incluso consideró la opción de renunciar a su contrato, aunque temía perder la batalla legal contra la discográfica. Además, si decidía seguir creando nueva música, tendría que enfrentarse a personas que no comprenderían su visión artística, lo que la dejó profundamente frustrada y deprimida. Un año después, recibió la propuesta de protagonizar la comedia romántica Vibes, para la cual grabó el tema «Hole in My Heart (All the Way to China)». A raíz del fracaso comercial y crítico de la película, sumado a su inestable relación con su representante y pareja Dave Wolff y los problemas con la discográfica,  Lauper se alejó de la música. Estos acontecimientos le sirvieron para hacerse una introspección y analizar su futuro dentro de la industria musical. La cantante recordó que, en un momento determinado, algunos ejecutivos de Sony Music viajaron desde Japón para reunirse con ella e insistir en su regreso al estudio de grabación para crear nuevo material. Esta situación la motivó a crear un álbum «más comercial», titulado inicialmente Kindred Spirit, ya que, según Lauper, todas las grabaciones anteriores le parecían como «espíritus afines». Al respecto, comentó:

Originalmente quería que mi tercer álbum fuera un proyecto llamado Kindred Spirit, que estaba inspirado en una grabación antigua, la cual hacía sentir a uno como si estuviera entrando en otra época. Me cautivó mucho lo extraño de esa sensación y quería crear el mismo tipo de sensación en mi disco.

## Desarrollo
| Tuve muchos problemas con la compañía discográfica durante la grabación del álbum. Fue un proceso muy complicado, ya que no conté con el apoyo de nadie. Estaba furiosa con los ejecutivos, quienes no paraban de hacerme preguntas estúpidas sobre mi personalidad y estilo: «¿Qué es esto que llevas puesto?», «¿por qué no te pones unos pantalones vaqueros y una camiseta como todos los demás?». Me quedé un poco perdida y en conflicto con este trabajo. Además, terminé peleándome con Dave Wolff, mi mánager y novio en aquel entonces. —Lauper sobre A Night to Remember en una entrevista para el diario O Globo. |

La grabación del álbum se llevó a cabo en el estudio The Hit Factory de Nueva York. En esta ocasión, Lauper trabajó nuevamente con Lennie Petze, quien había participado en el desarrollo de su disco anterior True Colors (1986), y colaboró con Phil Ramone y Eric Thorngren, que se desempeñaron como productores del proyecto. En aquella época, la compañía discográfica experimentó numerosos cambios, como la salida de Petze, quien sufrió un accidente al romperse la pierna tras caer de su bote, un hecho que resultó «devastador» para Lauper. El nuevo jefe de Artists and repertoire (A&R) no era «fácil de complacer» y no le importaba lo que tocara para él; solo decía que era «tan dulce para los oídos», nunca lo calificaba como «una gran canción» o «realmente pegadizo».
En el estudio, Lauper se sintió completamente «bloqueada» con el nuevo miembro del equipo que Petze había contratado, quien resultó ser un «alcohólico total». La situación con él era «tan horrible» que incluso los músicos se incomodaban y le decían: «Cyn, este sujeto está bebiendo a las diez de la mañana». A pesar de esto, Lauper no logró que colaborara, ya que insistía en imponer sus propias ideas. En una ocasión, cuando discutían sobre el sonido de una canción, él comentó despectivamente: «Es solo una estupidez». Esto la sorprendió mucho, ya que sintió que la había ofendiendo personalmente. Pensaba: «Te estoy pagando para que trabajes conmigo, no para que me trates de esa manera». El ambiente se volvió tan «tóxico» que Lauper tuvo que «detener» la grabación del álbum y enfocarse en su viaje a Rusia, que realizó en octubre de 1988. Pasó dos semanas allí, como parte de una colaboración entre compositores estadounidenses y rusos, lo que le permitió «recuperar» la confianza en sí misma.
Según la cantante, las canciones de A Night to Remember reflejan el amor, pero no de una manera vulgar, ya que «no me gustan ese tipo de cosas». El amor y la pasión, que para ella van de la mano, son los temas centrales de este trabajo. Añadió que «son las situaciones que los hombres y las mujeres atraviesan durante sus relaciones amorosas en diferentes aspectos».

## Composición
A Night to Remember inicia con un fragmento de veintisiete segundos de «Kindred Spirit». El siguiente tema, «I Drove All Night», es una canción pop rock escrita por Billy Steinberg y Tom Kelly, y producida por Phil Ramone. En un inicio, los compositores se la ofrecieron a Roy Orbison, quien la grabó en 1987. Sin embargo, su versión no fue publicada hasta 1992. Según Lauper, le gustó el concepto de «una mujer conduciendo y tomando el control». Asimismo, la letra describe el intenso deseo de estar con alguien, y las medidas que uno está dispuesto a tomar para lograrlo. La intérprete utiliza una voz «adulta» de «cuerpo completo» y versos «intensos», combinados con un coro «cautelosamente esperanzador», cuando canta I drove all night to get to you («Conduje toda la noche para llegar a ti») y luego añade «temblorosamente», Is that all right? («¿Está bien?»). Stewart Mason, del sitio web AllMusic, afirmó que «la dinámica de la canción es impresionante, ya que la voz de Lauper comienza cada estrofa casi en un susurro y poco a poco gana intensidad antes de explotar en el estribillo ricamente melódico». «Primitive», la tercera canción, es un número funky de ritmo rápido que celebra la lujuria y presenta una percusión «burbujeante», tambores «vibrantes» y voces «frágiles» y «resonantes». Jimmy Gutterman, de Rolling Stone, aseguró que la línea de bajo fue sacada directamente de «Billie Jean» (1983) de Michael Jackson. La intérprete describió la letra de la cuarta pista, «My First Night Without You», un tema «apasionado» y «dramático», cuya introducción recuerda a «Stand by Me» (1961) de Ed King, como «alguien que conduce a casa, donde recuerda el pasado, conoce el vacío y experimenta la soledad por primera vez». «Like a Cat», compuesto por Steinberg, Kelly y Chrissy Amphlett, vocalista de la banda australiana Divinyls, es un número dance y funky «contundente» y «divertido». Lauper asume el papel de una mujer que sale de una relación tóxica, burlándose de su pareja dominante. John Leland, de la revista Spin, declaró que los versos Hey mister you can never own me / I only let you hold me like a cat («Señor, nunca podrá conocerme» / «Solo dejo que me acaricie como un gato») dan un paso contundente y directo a las líneas siguientes: I got tired of your missionary position babe («Me cansé de tu posición de misionero, nene») para luego regresar a la metáfora, esta vez invirtiendo la palabra con un nuevo significado: When you threw me out the window landed on my feet / Like a cat («Cuando me tiraste por la ventana caí sobre mis pies» / «como un gato»).
«Heading West» es una balada «melódica» de ritmo lento que se destaca por una «suave» instrumentación de guitarras acústicas y la voz «distintiva» de Lauper, cargada de emociones «profundas» y «reflexivas». La letra describe una experiencia emocional relacionada con cambios significativos en la vida, que se representan simbólicamente a través de un viaje metafórico hacia el oeste, con el propósito de dejar atrás un amor y sanar las heridas causadas por una relación fallida. «A Night to Remember», la canción que da título al disco, fue compuesta por Dusty Micale y Franke Previte. En ella, la intérprete recuerda a su amante fallecido. Frank Lovece, periodista de la revista Audio, opinó que la presencia de Ramone en este tema y en «I Don't Want to Be Your Friend» ayuda a Lauper a «relajarse», percibiéndose un matiz en su voz que transmite una tristeza algo «inefable». La octava pista, «Unconditional Love», es una balada escrita por Lauper, Steinberg y Kelly para Vibes; sin embargo, el jefe de la distribuidora Columbia Pictures decidió descartarla, al argumentar que «no tiene sentido en una película de comedia». En su lugar, añadieron «Hole in My Heart (All the Way to China)». La novena canción del álbum es «Insecurious», escrita por Diane Warren y Desmond Child, que aborda la incertidumbre sobre el amor de su pareja. En ella, Lauper realiza un juego de palabras cuando canta You say I'm insecure / I say I'm just curious / I guess I'm inse curious  («Tú dices que soy insegura» / «Yo digo que solo soy curiosa» / «Supongo que soy inse-curiosa». «Dancing with a Stranger», compuesta por Lauper, Previte y Paul Chiten y producida por Eric Thorngren, presenta influencias del funk y R&B. Warren compuso originalmente «I Don't Want to Be Your Friend» para la banda estadounidense Heart. Cuando la letra llegó a Lauper, se rehusó a interpretarla al estilo del grupo, pues afirmó que «ya no estaba en una banda que hacía versiones». En su lugar, redujo la tonalidad y, con el apoyo de los músicos Rockin' Dopsie en el acordeón y Baghiti Khumalo en el bajo, transformó el tema en una canción de estilo jazz. La última canción es «Kindred Spirit», un número con «matices» de música country y «un toque» de kitsch, que suena como si hubiera sido grabado en 1947.

## Portada

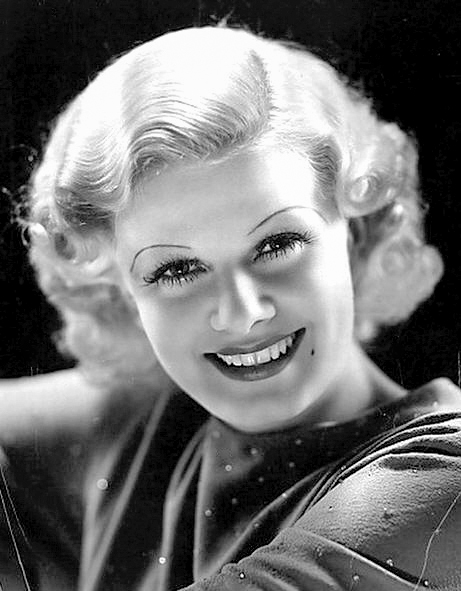
Para la portada del álbum, Lauper se inspiró en la imagen de la actriz Jean Harlow

Bajo la dirección artística de Stacy Drummond, Chip Simons tomó las fotografías para la portada de A Night to Remember en las intersecciones de las calles Plymouth y Pearl, justo al este del puente de Manhattan, en Brooklyn (Nueva York). Para esta ocasión, la cantante adoptó el mismo estilo que utilizó para la portada de la revista Details: una imagen al estilo de los años 40, inspirada en los retratos del artista peruano Alberto Vargas, quien pintaba a mujeres pin-up de aquella época. Además, tiñó su cabello de rubio platinado, como el de la actriz Jean Harlow. Al respecto recordó:

En Vibes mi personaje, Sylvia, [...] se suponía que debía tener el cabello rosa. [...] Me quedé dormida después de decolorarlo, y mi cabello se volvió blanco y se me quemó en algunas partes. No pude procesarlo de nuevo para cambiarlo de color, por lo que lo dejé blanco y rubio.

## Recepción crítica
En términos generales, A Night to Remember obtuvo reseñas variadas por parte de críticos y periodistas musicales. Stephen Thomas Erlewine, de AllMusic, afirmó que con este álbum Lauper se concentró en convertirse en una cantante y compositora «más madura». La revista Billboard lo nombró uno de los «destacados» en la semana del 20 de mayo de 1989 y señaló que Billy Steinberg y Tom Kelly contribuyeron en las canciones con arreglos «poco desafiantes». No obstante, el trabajo del dúo junto con Chrissy Amphlett en la canción «Like a Cat» resultó «interesante». Chris Heim, del Chicago Tribune, señaló que ni la producción «nítida» y «enérgica», ni las habilidades vocales de Lauper, ni las colaboraciones de artistas invitados fueron suficientes para mantener el álbum, que contaba con una serie de canciones de amor «predecibles», a flote. Por otro lado, People destacó que A Night to Remember demostraba el atractivo de Lauper más allá de los elementos llamativos de su imagen en los inicios de su carrera, al moderar sus característicos «estallidos» de voz aguda y «chillona», así como los efectos de sollozos «descontrolados». En cuanto al aspecto vocal, señaló que la cantante «hizo todo bien» y destacó que su voz era el principal atractivo del álbum, pues cantaba con gran fuerza, pero de manera tranquila y controlada. En particular, calificó como «terrenal» a «I Drove All Night», «deslumbrante» a «Primitive» y «dulce» a «Unconditional Love». En su reseña para Cash Box, Julius Robinson consideró a «I Drove All Night» y «Unconditional Love» como «clásicos», pero sostuvo que los temas de baile como «Dancing with a Stranger» eran «calculados» y no aportaban a la «credibilidad» del álbum.
| Cyndi Lauper [...] ha vuelto a la senda creativa, con un enfoque claramente más serio, donde recupera el talento que ya había demostrado en True Colors. Aparentemente, su aspecto no ha cambiado, pero su estilo vocal es mucho más tenue. —La revista RPM en su reseña del álbum. |

Jimmy Guterman, de Rolling Stone, otorgó al álbum una calificación de tres estrellas de cinco y afirmó que lo más «reconfortante» de A Night to Remember es la relativa falta de «material infantil», reservando las «travesuras» para los arreglos, que son los más «desarrollados» y menos «intrusivos» de la carrera de Lauper. La intervención de los músicos y productores permitió lograr un sonido «grande» y «convincente», descrito como «apasionado» y «muy comercial». Además, destacó que las «preocupaciones líricas» de Lauper han madurado, aunque señaló que es su música la que ha alcanzado su verdadera madurez. Aun así, mencionó que las composiciones son algo «irregulares»: en la mitad de las canciones, las melodías son «consistentes», aunque no «deslumbrantes», mientras que en la otra mitad del disco resultan algo «decepcionantes». Además, observó que, a diferencia de sus lanzamientos anteriores, no hay versiones «reveladoras», que podrían haber aportado «fuerza» al álbum. No obstante, destacó que Lauper crecía como compositora y señaló que la canción «Kindred Spirit» servía como una «excelente bendición» para el álbum. Por su parte, Jon Pareles, de The New York Times, opinó que las voces «anónimas», canciones llenas de «clichés sumisos» y una producción «apresurada» dificultaban la identificación de A Night to Remember como un álbum de Lauper. A diferencia de She's So Unusual, que presentó una inteligencia «estruendosa» y «excéntrica» y de True Colors, que buscaba una «benevolencia sincera», su tercer álbum sonaba como el trabajo de una «principiante» aferrándose a fórmulas comerciales. Solo «Like a Cat» se destacó por mostrar «espíritu» y «destreza verbal». Mike Boehm, de Los Angeles Times, caracterizó al álbum como una obra «pulida», «pegadiza» y «bien elaborada», con una interpretación «constante» y «convencional». Según Boehm, la mayoría de las canciones era «unidimensional», ya que optaba por una «simplicidad insípida» que dejaba poco espacio para frases «bien logradas» o la especificidad en las imágenes y la sugerencia de ambigüedad emocional, elementos que podrían darle durabilidad al pop puro. Concluyó que, aunque Lauper es una cantante «inventiva» y «versátil», demuestra aquí que no necesita su antigua imagen «desordenada» para salir adelante. En comentarios menos favorables, Robert Christgau, que le otorgó una «C+», afirmó que fue una «vergüenza haber puesto esperanza en esta mujer, y qué triste comparar los audaces descubrimientos y la extravagante vulgaridad del único buen álbum que hará en su vida». No encontró «ni un ápice por las canciones sobre la propia ruptura, sin mencionar los golpes como prudentemente desafiantes». En contraposición a los comentarios de Christgau, en su evaluación para la revista Music Connection, Pat Lewis observó una «versatilidad emocional» en Lauper, que abarca desde lo alegre en «Like a Cat», lo dinámico en «My First Night Without You» y lo seductor en «I Drove All Night», apoyada por una «destacada colaboración» de músicos como Eric Clapton, Bootsy Collins y Rick Derringer. En cuanto a la producción, destacó que estaba «cuidadosamente elaborada» y «bien pensada», con canciones «ricas y con cuerpo», donde se presta una atención a los cambios de voz «únicos y variados» de Lauper, los cuales son consistentemente complementados por los instrumentos en lugar de ser «opacadas».

## Recepción comercial
En los Estados Unidos, A Night to Remember debutó en el puesto 84 de la lista Billboard 200 el 27 de mayo de 1989. Fue subiendo de lugares con el paso de las semanas hasta que alcanzó el trigésimo séptimo el 24 de junio de ese año. De acuerdo con el libro St. James Encyclopedia of Popular Culture (Volume 3) vendió medio millón de copias. En Canadá, el disco debutó el 27 de mayo de 1989 en el puesto 75 del conteo Top 100 Albums de RPM, y el 10 de julio del mismo año alcanzó el número 37. Veintiún días después, la Canadian Recording Industry Association (CRIA) lo condecoró con un disco de oro por más de 50 000 copias vendidas. En Brasil, pese a no haber alcanzado posición alguna, obtuvo un disco de oro por la entonces asociación Associação Brasileira dos Produtores de Discos (ABPD) gracias a la comercialización de 100 000 ejemplares en dicho país.
En Japón, se convirtió en el tercer álbum de Lauper con mejor desempeño en el conteo elaborado por la empresa Oricon, —después de She's So Unusual y True Colors— al llegar al tercer lugar. En 1996, la Recording Industry Association of Japan (RIAJ) le concedió un disco de platino por distribuir 200 000 copias. En Sudáfrica, llegó al puesto veintinueve y fue certificado con un disco de oro por la Recording Industry of South Africa (RISA). En Australia, llegó al decimoséptimo puesto de la lista ARIA Charts y obtuvo un disco de platino por la Australian Recording Industry Association (ARIA). Por otro lado, en Nueva Zelanda, ingresó en el lugar 36 del ranking oficial el 16 de junio de 1989, para llegar finalmente al 11 y estar un total de quince semanas en la lista.
En la mayoría de los países europeos, A Night to Remember se ubicó entre los cuarenta lugares de las listas musicales. En Alemania, ingresó en el 36.º puesto del conteo GfK Entertainment en la edición del 29 de mayo de 1989, y pasó un total de veintidós semanas en la lista. En Francia e Italia, llegó a los puestos 15 y 18, respectivamente. En el primero, fue certificado con un disco de oro por parte de la Syndicat National de l'Édition Phonographique (SNEP). En el Reino Unido, llegó al noveno lugar del UK Albums Chart, siendo su primer álbum en ubicarse entre los diez primeros, dado que sus anteriores trabajos se mantuvieron entre las veinticinco primeras posiciones. Además, alcanzó los puestos 32 y 18 en Suecia y Suiza respectivamente. Por su parte, en la European Top 100 Albums de la revista Music & Media, que recopila las ventas de álbumes de veinte países del continente, llegó a la vigésima casilla en la edición del 15 de julio. En total, A Night to Remember vendió más de 1.3 millones de copias en todo el mundo hasta noviembre de 1989.

## Promoción

### Sencillos
«I Drove All Night» fue publicado como el sencillo principal de A Night to Remember el 4 de abril de 1989. Billboard le otorgó una crítica positiva, ya que destacó la «madurez vocal» de la artista. Desde el punto de vista comercial, se convirtió en un éxito mundial al llegar a los diez primeros lugares en Canadá, Francia, Nueva Zelanda, Países Bajos, el Reino Unido y los Estados Unidos; en este último, alcanzó el sexto puesto en la lista Billboard Hot 100. La canción obtuvo una nominación en los premios Grammy de 1990, en la categoría de mejor interpretación vocal de rock femenina.
«My First Night Without You» salió al mercado en julio de 1989 como el segundo sencillo y fue distribuido junto con su lado B «Unabbreviated Love». Jimmy Guterman de Rolling Stone elogió la forma en la que Lauper «pasa del susurro al grito y logra capturar todos los matices». A diferencia de su antecesor, su desempeño comercial fue moderado en la mayoría de listas del mundo. En los Estados Unidos, llegó al puesto 62 del Hot 100; mientras que, en el Reino Unido, al 53 en la lista UK Singles Chart. En otros países europeos como Bélgica, Polonia, Francia e Irlanda, obtuvo los puestos 46, 35, 47 y 28, respectivamente. Su vídeo musical fue uno de los primeros en ser emitidos con subtítulos para personas con discapacidad auditiva en el canal de televisión MTV.
«Heading West» se lanzó en algunos territorios europeos como el tercer sencillo el 22 de agosto de 1989 y nunca estuvo disponible comercialmente en EE. UU. Logró las posiciones 117, 43 y 68 en Australia, Polonia y el Reino Unido, respectivamente. «A Night to Remember» fue el tercer sencillo en América del Norte y el cuarto y último en Australia, puesto a la venta en octubre de 1989. Ocupó el puesto 145 en la lista ARIA Charts de Australia.

### Apariciones públicas y gira
| La mayoría de veces que interpretaba «I Drove All Night» en los programas de televisión durante 1989 intentaba crear una pieza de arte escénico, en la que se proyectaba un auto circulando por la carretera sobre mi cuerpo desnudo, al igual que en el video musical. Para logarlo, me recomendaron conseguir un material elástico y reflectivo para envolverlo alrededor mío. —Lauper acerca de las presentaciones en vivo de «I Drove All Night». |

El álbum fue promovido semanas antes de su publicación con la tercera gira musical de Lauper, titulada A Night to Remember World Tour, comprendida entre el 21 de abril y el 26 de noviembre de 1989. El tour estuvo compuesto por cuarenta y seis conciertos realizados en Estados Unidos, Japón, Corea del Sur, Taiwán, Hong Kong, Filipinas, Australia, Nueva Zelanda, Venezuela, Colombia, México, Brasil ―donde el canal de televisión TV Globo transmitió el espectáculo como parte de un especial de la programación por fin de año― y Chile. En este último, su actuación en el Estadio Nacional en noviembre de 1989 representó el tercer megaevento más grande del país. Además, dada la «euforia y emoción de sus fanáticos», el programa Sábado gigante realizó un concurso para encontrar a la doble de la cantante.
Lauper recordó en su autobiografía de 2012, Cyndi Lauper: A Memoir, que sufrió varios percances durante sus viajes. Uno de ellos sucedió en México, pues, mientras tocaba en una plaza de toros comenzó a aspirar la suciedad que brotaba del suelo. También, en Hong Kong, «por culpa del aire acondicionado» sufrió de bronquitis, complicándose a tal punto de cancelar algunas fechas de su gira. En Japón, gracias a unas vitaminas que comenzó a tomar fue mejorando. Con relación a la gira, Lauper declaró: 

La compañía discográfica volvió a sentirse decepcionada, Aun así, como buen soldado, emprendí una gira mundial para promocionar el álbum. La discográfica quería que trabajara en Europa y el resto del mundo, mientras ellos se enfocaban en impulsar a sus nuevos artistas y grupos en Estados Unidos, para poder vivir de lo que me quedaba.

## Premios y nominaciones
| Año  | Ceremonia de premiación | Trabajo nominado    | Categoría                                   | Resultado | Ref.          |
| ---- | ----------------------- | ------------------- | ------------------------------------------- | --------- | ------------- |
| 1990 | Premios Grammy          | «I Drove All Night» | Mejor interpretación vocal de rock femenina | Nominado  | [ 78 ] [ 93 ] |

## Lista de canciones
| A Night to Remember |                                  |                                    |                           |          |  |
| N.º                 | Título                           | Escritor(es)                       | Productor(es)             | Duración |  |
| 1.                  | «Intro»                          | Cyndi Lauper                       | Cyndi Lauper Lennie Petze | 0:27     |  |
| 2.                  | «I Drove All Night»              | Tom Kelly Billy Steinberg          | Lauper Petze              | 4:11     |  |
| 3.                  | «Primitive»                      | Lauper Kelly Steinberg             | Lauper Petze              | 3:48     |  |
| 4.                  | «My First Night Without You»     | Lauper Kelly Steinberg             | Lauper Petze              | 3:01     |  |
| 5.                  | «Like a Cat»                     | Christina Amphlett Kelly Steinberg | Lauper Petze              | 3:23     |  |
| 6.                  | «Heading West»                   | Lauper Kelly Steinberg             | Lauper Petze              | 3:54     |  |
| 7.                  | «A Night to Remember»            | Lauper Dusty Micale Franke Previte | Lauper Petze              | 3:43     |  |
| 8.                  | «Unconditional Love»             | Lauper Kelly Steinberg             | Lauper Petze              | 3:55     |  |
| 9.                  | «Insecurious»                    | Lauper Diane Warren Desmond Child  | Lauper Petze              | 3:31     |  |
| 10.                 | «Dancing With a Stranger»        | Lauper Previte Paul Chiten         | Lauper Eric Thorngren     | 4:11     |  |
| 11.                 | «I Don't Want to Be Your Friend» | Warren                             | Lauper Petze Phil Ramone  | 4:21     |  |
| 12.                 | «Kindred Spirit»                 | Lauper                             | Lauper Petze              | 1:16     |  |

| Pistas adicionales de la edición japonesa |                                           |                |               |          |  |
| N.º                                       | Título                                    | Escritor(es)   | Productor(es) | Duración |  |
| 13.                                       | «Hole in My Heart (All the Way to China)» | Richard Orange | Lauper Petze  | 3:59     |  |

| Pistas adicionales de la versión japonesa remasterizada (2008/2013) |                                            |                 |               |          |  |
| N.º                                                                 | Título                                     | Escritor(es)    | Productor(es) | Duración |  |
| 14.                                                                 | «I Drove All Night (Live at Summer Sonic)» | Kelly Steinberg | Lauper Petze  | 3:59     |  |

Notas
- En 2013, la remasterización japonesa de 2008 fue reeditada en formato BSCD2, con la misma lista de canciones de 2008.[96]
- Las pistas 13 y 14 son adicionales de la versión japonesa remasterizada en 2008, así como la de su reedición.[97]

## Créditos y personal

### Intérpretes y músicos
- Cyndi Lauper: artista principal, voz, coro, dulcémele, sintetizadores
- Angela Clemmons: coros
- Gordon Grody: coros
- Larry Blackmon: coros
- Frank Simms: coros
- George Simms: coros
- David Spinner: coros
- Nathan Leftenant: coros
- Franke Previte: coros
- Tomi Jenkins: coros
- Jimmy Bralower: batería
- Steve Ferrone: batería
- Paul Pesco: guitarra
- Rick Derringer: guitarra
- Bobby Bandiera: guitarra
- Eric Clapton: guitarra
- Dave Dale: guitarra
- Rob Newhouse: guitarra
- Bootsy Collins: bajo
- Bakithi Khumalo: bajo
- Neil Jason: bajo
- T.M. Stevens: bajo
- Tom Wolk: bajo
- Rockin' Dopsie: acordeón
- Jeff Bova: teclados
- Pedro Wood: teclados
- Tommy Mandel: teclados
- John Turi: teclados
- Richard Travali: sintetizador

### Composición y producción
- Cyndi Lauper: composición y producción
- Chrissy Amphlett: composición
- Lennie Petze: producción
- Phil Ramone: producción
- Eric Thorngren: producción
- Dave Wolff: productor ejecutivo

### Diseño
- Chip Simons: fotografía
- Stacy Drummond: dirección de arte

Créditos tomados de las notas de A Night to Remember y del sitio web AllMusic.

## Posicionamiento en listas
| País/Continente | Lista (1989)             | Posición |
| --------------- | ------------------------ | -------- |
| Alemania        | GfK Entertainment Charts | 21       |
| Australia       | ARIA Charts              | 17       |
| Chile           | IFPI                     | 6        |
| Canadá          | RPM Top 100 Albums       | 37       |
| Estados Unidos  | Billboard 200            | 37       |
| Europa          | European Top 100 Albums  | 20       |
| Finlandia       | Suomen virallinen lista  | 21       |
| Francia         | SNEP                     | 15       |
| Italia          | Musica e dischi          | 18       |
| Japón           | Oricon                   | 3        |
| Nueva Zelanda   | Recorded Music NZ        | 11       |
| Reino Unido     | UK Albums Charts         | 9        |
| Sudáfrica       | RISA                     | 29       |
| Suecia          | Sverigetopplistan        | 32       |
| Suiza           | Schweizer Hitparade      | 18       |

| País      | Lista (1989)             | Posición |
| --------- | ------------------------ | -------- |
| Alemania  | GfK Entertainment Charts | 75       |
| Australia | ARIA Charts              | 56       |
| Europa    | European Top 100 Albums  | 82       |
| Francia   | SNEP                     | 48       |
| Japón     | Oricon                   | 83       |

## Certificaciones
| País           | Organismo certificador | Certificación | Ventas certificadas | Simbolización | Ref.   |
| -------------- | ---------------------- | ------------- | ------------------- | ------------- | ------ |
| Australia      | ARIA                   | Platino       | 70 000              | ▲             | [ 62 ] |
| Brasil         | ABDP                   | Oro           | 100 000             | ●             | [ 1 ]  |
| Canadá         | CRIA                   | Oro           | 50 000              | ●             | [ 57 ] |
| Estados Unidos | RIAA                   | ―             | 500 000             | ―             | [ 54 ] |
| Francia        | SNEP                   | Oro           | 100 000             | ●             | [ 65 ] |
| Japón          | RIAJ                   | Platino       | 200 000             | ▲             | [ 59 ] |
| Sudáfrica      | RISA                   | Oro           | 100 000             | ●             | [ 60 ] |